# Probo di Bisanzio
Probo (III secolo – 306) è stato un vescovo romano per la sede di Bisanzio dal 293 al 306.
Proveniva da una famiglia nobile: suo padre Domezio, già titolare della sede bizantina, sarebbe stato fratello dell'imperatore Probo, e il suo successore Metrofane sarebbe stato suo fratello. Secondo altre fonti, Metrofane potrebbe essere stato suo figlio.